# 'т-Гантьє (Дренте)
'т-Гант'є (нід. 't Haantje) — село в нідерландській провінції Дренте. Входить до муніципалітету Куворден.
Його площа становить 4,60 км², а населення станом на 2021 рік складало 235 осіб.